# Carl Mannesmann
Carl Mannesmann (* 2. Oktober 1861 in Remscheid; † 28. März 1950 ebenda) war ein deutscher Erfinder und Industrieller. 

## Familie
Carl Mannesmann wurde am 2. Oktober 1861 in Remscheid geboren. Seine Eltern waren der Werkzeugfabrikant Reinhard Mannesmann (1814–1894) und seine Frau Klara Rocholl (1834–1910). Er hatte fünf Brüder: Reinhard (1856–1922), Max (1857–1915), Alfred (1859–1944), Robert (1865–1913) und Otto-Felix (1874–1916) sowie fünf Schwestern.
Carl Mannesmann war mit Emilie Rosalie Luckhaus (1881–1966) verheiratet und hatte vier Kinder. Sein Vetter war Fritz Koegel.

## Leben und Wirken
Carl Mannesmann ging in Lennep zur Schule und studierte anschließend Physik und Chemie an der Ruprecht-Karls-Universität Heidelberg, der Rheinischen Friedrich-Wilhelms-Universität Bonn und der Albert-Ludwigs-Universität Freiburg sowie Hüttenkunde an der Bergakademie Berlin, ohne diese Studien formal abzuschließen. Parallel zu den Studien unterstützte er seine Brüder Reinhard und Max bei der Entwicklung der Herstellung von nahtlosen Rohren (Mannesmann-Verfahren).
Carl Mannesmann hat wie seine Brüder im Laufe der Jahre viele Positionen in dem Unternehmensgeflecht bekleidet. Er war u. a.
- Mitglied im Aufsichtsrat der Mannesmannröhren-Gesellschaften in Bous,
- Mitglied im Aufsichtsrat der Deutsch-Österreichischen Mannesmannröhren-Werke AG in Berlin,
- zwei Jahre lang Managing Director der Mannesmann Tube Co. Ltd.in Landore bei Swansea in Wales,
- seit 1901 zusammen mit seinem Bruder Otto Leiter der Mannesmann Sparlichtgesellschaft in Berlin und Remscheid (im Ersten Weltkrieg umfirmiert in Mannesmann Waffen- und Munitions-Werke),
- beteiligt an Erzbergwerken am Rhein und in Böhmen,
- Vorstandsvorsitzender der Marokko-Mannesmann & Co. GmbH, der Mannesmann-Handelscompagnie und der vereinigten Marokko-Mannesmann AG,
- Vorsitzender im Aufsichtsrat der Mannesmann-MULAG in Aachen,
- beteiligt an den Mannesmann Motoren-Werken & Co. in Remscheid,
- beteiligt an der Mannesmann-Automobil-Gesellschaft mbH, Remscheid,
- beteiligt an der Brüder Mannesmann GmbH in Remscheid,
- beteiligt an der Mannesmann-Handelsgesellschaft, Sofia. Diese erhielt 1922 das Salzmonopol in Bulgarien.[4]

Er baute ab 1894 im Auftrag des Unternehmens in den USA ein Vertriebsnetz auf und war an der Gründung der Mannesmannröhren-Werke in Waterbury und in Adams beteiligt. Das Engagement in den USA war jedoch nicht erfolgreich und wurde wieder eingestellt.
Nachdem seine Brüder Reinhard, Max, Robert und Otto verstorben waren, leitete Carl teilweise zusammen mit Alfred und Marie Luise Eigen, der Witwe von Bruder Reinhard, die Unternehmen und gründete auch neue Unternehmen.
1924 ernannte die TH Aachen ihn zum Dr.-Ing. ehrenhalber für seine „Verdienste als Pionier deutscher Technik und deutschen Unternehmergeistes im Auslande“.